# Praia da Lança
A Praia da Lança é uma praia do Arquipélago de São Tomé e Príncipe, localiza-se a Oeste da ilha de São Tomé entre a Ponta da Azeitona e o ilhéu dos Cocos, próxima da localidade de Santo António Mussacavu, foz do Rio Mussacavu.